# Limothrips consimilis
Limothrips consimilis är en insektsart som beskrevs av Hermann Priesner 1926. Limothrips consimilis ingår i släktet Limothrips och familjen smaltripsar. Inga underarter finns listade i Catalogue of Life.